# 13.º arrondissement de Paris

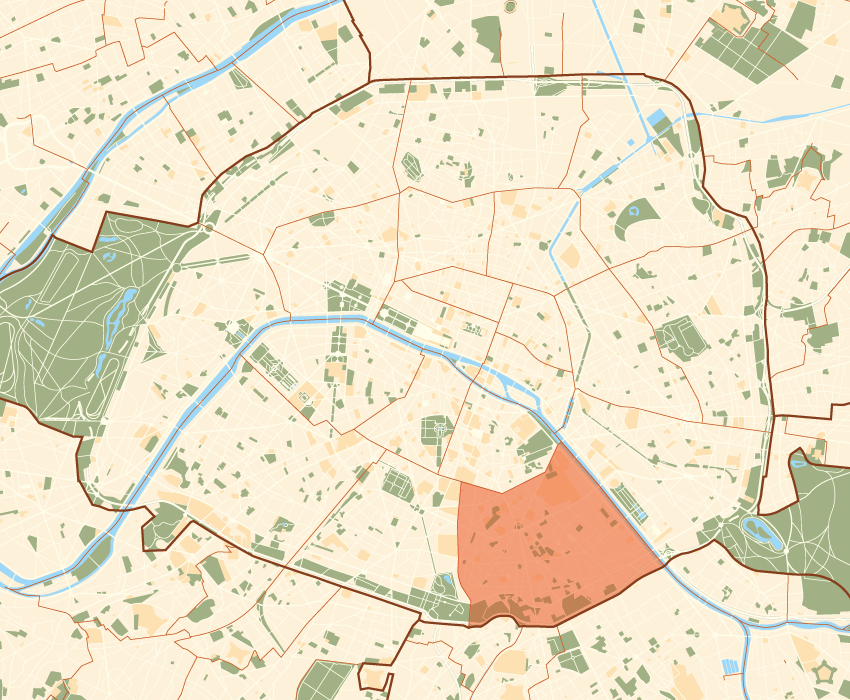
Mapa do 13.º arrondissement, assinalado a vermelho.

O 13.º arrondissement de Paris é um dos 20 arrondissements de Paris, situado na margem esquerda do rio Sena. As Tours Duo estão localizadas no bairro.

## Bairros
1. Quartier de la Salpêtrière
2. Quartier de la Gare
3. Quartier de la Maison-Blanche
4. Quartier Croulebarbe

## Demografia
Em 2006, a população era de 178 716 habitantes numa área de 715 hectares, com uma densidade de 24 995 hab./km².
| Ano (censo nacional)     | População | Densidade (hab./km²) |
| ------------------------ | --------- | -------------------- |
| 1962                     | 166 709   | 23 329               |
| 1968                     | 158 280   | 22 149               |
| 1975                     | 163 313   | 22 854               |
| 1982                     | 170 818   | 23 904               |
| 1990                     | 171 098   | 23 943               |
| 1999                     | 171 533   | 24 004               |
| 2006 (pico populacional) | 178 716   | 24 995               |